# ميخائيل كامبل (لاعب غولف)
ميخائيل كامبل (بالإنجليزية: Michael Campbell)‏ هو لاعب غولف نيوزيلندي، ولد في 23 فبراير 1969 في Hāwera ‏ في نيوزيلندا.

## وصلات خارجية
- الموقع الرسمي
- ميخائيل كامبل على موقع رابطة لاعبي الغولف المحترفين (الإنجليزية)
- ميخائيل كامبل على موقع رابطة أوروبا للاعبي الغولف المحترفين (الإنجليزية)
- ميخائيل كامبل على موقع رابطة اليابان للاعبي الغولف المحترفين (الإنجليزية)
- ميخائيل كامبل على موقع التصنيف العالمي الرسمي للغولف (الإنجليزية)
- ميخائيل كامبل على موقع إن إن دي بي (الإنجليزية)